# Montgaillard (Landes)
Montgaillard è un comune francese di 579 abitanti situato nel dipartimento delle Landes nella regione della Nuova Aquitania.

## Società

### Evoluzione demografica
Abitanti censiti